# L'altro nome dell'amore
L'altro nome dell'amore (An Indecent Obsession) è un romanzo di Colleen McCullough pubblicato nel 1981 a New York dalla casa editrice Harper & Row. È stato tradotto in 23 lingue. In Italia è uscito nello stesso anno, nella traduzione di Marina Bianchi.

## Epoca e luoghi
Il romanzo si svolge nel 1945, nelle settimane seguenti la resa del Giappone, che concluse la Seconda guerra mondiale. La vicenda è ambientata in un ospedale militare sito sulla costa nord dell'Australia, considerato ospedale di smistamento. Vi è poi un epilogo, circa tre anni dopo, all'ospedale psichiatrico Morisset, sempre nel nord del Continente Australiano..

## Personaggi
- Honour Langtry - Crocerossina di 31 anni, col grado di Sister Senior, è responsabile del Reparto X dell'ospedale militare, dove ci sono ricoverati con turbe psichiche da verificare. Il reparto è sotto la direzione di un neurologo.
- Michael Wilson (Mike) - Sergente, arruolato sin dall'inizio della guerra, è stato spedito al Reparto X per avere aggredito un superiore che gli ha fatto delle avances.
- Neil Parkinson (capitano), Luce Daggett, Matt Sawyer, Benedict Maynard, Nugget Jones - gli altri ricoverati. Matt è diventato cieco (si scoprirà in seguito che è affetto da un tumore al cervello); Luce è un imboscato che si è fatto ricoverare ricattando un superiore (Luce è bisessuale); Benedict soffre di pazzia non conclamata; gli altri hanno avuto forme di esaurimento nervoso.

## Trama
Settembre 1945: la guerra è finita e all'ospedale militare si attende la smobilitazione. Proprio allora arriva dal fronte il sergente Michael Wilson, che ha un aspetto sanissimo. Egli infatti ha aggredito un superiore, ma poi ha rifiutato di denunciare le avances ricevute e quindi è stato giudicato psichicamente instabile. L'accoglienza di Sister Langtry (come tutti chiamano la crocerossina del reparto X) è molto amichevole; non così quella degli altri pazienti. I cinque ricoverati sono, a vario titolo, tutti innamorati della donna e provano molta invidia per Mike, che sembra emanare solidità e equilibrio.
Nei giorni, resi più lunghi dall'attesa di una partenza che tarda ad arrivare, i sei uomini si misurano a vario titolo. Matt ha una famiglia con quattro bimbe, e si preoccupa di tornare e di non essere più in grado di lavorare. Nugget passa il suo tempo a leggere dizionari medici. Neil sa disegnare, ma pensa di avere un talento mediocre. Invece Luce e Benedict arrecano problemi alla convivenza perché Luce, depravato e provocatore, gioca con le debolezze di tutti, specie con quelle del misterioso Ben. Questi è l'unico tra tutti che potrebbe avere una forma nascosta di pazzia e il gioco di Luce si fa pericoloso.
Nel frattempo però nasce un amore tra Honour Langtry e Mike, e i due arrivano ad avere una notte per loro, trascorsa nel bungalow assegnato alla crocerossina. Ma nel reparto, il mattino dopo, Luce viene trovato morto e mutilato in modo orrendo. E tutti sono passibili di incriminazione, più di tutti Sister Langtry, perché lei non doveva allontanare Mike dal reparto.
Tuttavia la donna si trova un fronte compatto, costituito da i pazienti, Mike compreso. Essi si accordano di far passare la morte di Luce per un suicidio e poi si assegnano degli impegni per il ritorno alla vita civile. Neil sosterrà economicamente Matt e Nugget, in quanto è decisamente facoltoso di famiglia; invece Mike si porterà nella sua tenuta agricola nell'interno il povero Benedict, vero responsabile del delitto. È chiaro a tutti loro che Ben è davvero pazzo e che ha ucciso Luce perché, ritenendolo un rifiuto umano, pensava di liberare il mondo dal marciume di cui Luce era depositario.
Honour così si ritrova a dover rinunciare al suo primo e unico amore, perché Mike, di fronte alla tragedia, ha scelto di assistere Ben e non ha esitato a far lega con gli altri. La solidarietà maschile di cui i pazienti danno prova è impossibile da incrinare e risolve, dal loro punto di vista, a chi debba andare la donna che tutti amano. Disperata, Honour deve rassegnarsi e, quando finalmente arriva l'ordine di smobilitare, ritorna a casa dai genitori. Qui, in un colloquio con la madre, rivela di aver fatto una scelta: andare a lavorare in un manicomio. In questo ambiente dovrà accettare di assumere una posizione molto inferiore di quella di Sister Senior, per giunta pluridecorata, ma, come i suoi ex pazienti, è entrata nella logica del dovere: l'altro nome dell'amore.

## Epilogo
Honour si adatta alla vita dell'ospedale psichiatrico e le viene consentito di accorciare i tempi di formazione, dati i suoi precedenti incarichi. Dopo quasi tre anni passati lì, un giorno riceve la visita di una collega e amica crocerossina che viene a ricoverare il padre. Dall'amica apprende che Matt è morto perché affetto da un cancro al cervello, malattia responsabile della cecità dell'uomo, che invece era stato trattato come un isterico. Allora Honour chiede notizie di Mike e apprende che è avvenuta un'altra tragedia. Mike non è riuscito a impedire che Ben uccidesse di nuovo, perciò, responsabile di averlo tenuto fuori da un luogo di cura e detenzione, gli ha sparato e poi si è tolto la vita.

## Edizioni in italiano
- C. McCullough, L'altro nome dell'amore, trad. di Marina Bianchi, ed. Bompiani, Milano: 1981;[2]
- C. McCullough, L'altro nome dell'amore, trad. di Marina Bianchi, ed. Club del libro, Milano 1982;

## Trasposizione cinematografica
Nel 1985 è stato prodotto il film An Indecent Obsession, sceneggiatura di: Colleen McCullough e Denise Morgan, regia di: Lex Marinos con: Wendy Hughes, Gary Sweet, Richard Moir.